# Uralokannemeyeria
Uralokannemeyeria es un género extinto de sinápsido no-mamífero de gran tamaño, perteneciente a la familia de los kannemeyéridos, que vivió en el este de Europa, concretamente en la zona europea de Rusia durante el Triásico Medio. Está basado en el fósil holotipo SGU D-104/1, un cráneo hallado en la localidad de Karagachka del distrito de Akbulak, óblast de Oremburgo en la Formación Donguz que data del Anisiense. También se incluye al espécimen SGU D-104/2, conformado por un cráneo incompleto, una tibia y un ilion. Se caracteriza por su hocico en forma de cuña, su bóveda craneana aplanada, los bordes engrosados de las órbitas oculares, los huesos nasales y el maxilar, y por poseer grandes colmillos oblicuos orientados hacia adelante y hacia abajo.
Para algunos autores este género se incluye como una especie dentro del mejor conocido Kannemeyeria.